# 狭義
| ウィキペディアには「狭義」という見出しの百科事典記事はありません（タイトルに「狭義」を含むページの一覧/「狭義」で始まるページの一覧）。 代わりにウィクショナリーのページ「狭義」が役に立つかもしれません。 |